# PC-98
Dòng PC-9800 hay PC-9800 series (PC-9800シリーズ Pī Sī Kyūsen Happyaku Shirīzu), hoặc cái tên rút gọn PC-98, là một dòng máy tính cá nhân 16-bit và 32-bit ở Nhật Bản, được kế thừa từ dòng PC-8800 và sản xuất bởi công ty NEC từ năm 1982 đến năm 2000. Dòng này bao gồm các loại máy PC-9801, PC-9821 và PC-98RX.